# Трудне зерно
Трудне зерно (рос. трудное зерно, англ. difficult grain,  нім. trennschwieriges Korn n) – частинка корисної копалини, яка за своїми розмірами близька до розміру отворів просіюючої поверхні грохота. Такі частинки викликають підвищене засмічення надрешітного продукту нижчим класом крупності, забивання отворів сита (решета), знижують ефективність грохочення. 
На основі експериментальних даних встановлено, що "трудними" є зерна діаметр яких Dз = (0,75-1,0) Dс, для "легких" зерен Dз < 0,75 Dс. Зерна, розміром 1,0Dс<Dз<1,5Dс називаються утруднюючими. Dс – діаметр отвору сита.